# Horner Rennbahn (metrostation)
Horner Rennbahn is een metrostation in het stadsdeel Horn van de Duitse stad Hamburg. Het station werd geopend op 2 januari 1967 en wordt bediend door de lijnen U2 en U4 van de metro van Hamburg.